# Phường 13, Quận 3
Phường 13 là một phường cũ thuộc Quận 3, Thành phố Hồ Chí Minh, Việt Nam.
Phường 13 có diện tích 0,16 km², dân số năm 2021 là 6.906 người,  mật độ dân số đạt 43.162 người/km².
Đến ngày 1 tháng 1 năm 2025, phường 13 thuộc Quận 3 đã bị giải thể và sáp nhập vào phường 12 cùng quận.